# 七孔玉刀
七孔玉刀，或称夏七孔玉刀或七孔大玉刀，夏代玉器，1975年出土于河南偃师二里头遗址，现藏于二里头夏都遗址博物馆。玉刀长65厘米，宽9.5厘米，最厚处0.4厘米，是二里头遗址出土玉器中最大的。刀背处钻有七孔，并有锋利的刃部。玉刀的用途有多种说法，可能是礼器或刑具。2013年8月19日，七孔玉刀被国家文物局收录到公布的《第三批禁止出境展览文物目录》中，属于禁止出境展览文物。

## 形制纹饰
七孔玉刀的玉料呈墨绿色，局部有黄色沁。刀体扁平，呈肩窄刃宽的宽长梯形，两侧有对称的凸齿，近肩处有排成一直线的七个圆穿。玉刀两面饰纹相似，皆以交叉的直线阴纹组成网状和几何纹图。七孔玉刀的造型源出新石器时代晚期的多孔石刀，类似的玉刀还发现过多枚，但形制稍短，刀背钻三孔或五孔，时代有早于二里头时期的，也有与二里头同时的。

## 用途
玉刀的出现至少可追溯到新石器时代，夏商时期仍有制造，到西周已经消失。七孔玉刀的用途仍不确定，可能是象征权威和地位的礼器。玉刀上的局部黄色沁被认为是血液长期渗透的结果，而玉刀因为质地很脆，并不能用作武器，因此推测曾作为杀人的刑具使用。